# Svetac, zločinac i dvorske lude
Svetac, zločinac i dvorske lude (radna inačica imena Svetac, zločinac... i hulje) je dugometražni hrvatski dokumentarni film. Redatelj je Jakov Sedlar, a scenarist Nenad Piskač.
Film je nastao o 119. obljetnici rođenja hrvatskoga blaženika, skorašnjega svetca, domoljuba i mučenika, nadbiskupa zagrebačkoga, kardinala Alojzija Stepinca. Ne robujući šablonama žanra, scenarist Piskač se na intrigantan način poigrava paralelama između nedovoljno poznate povijesne drame, odnosno između montiranoga procesa kardinalu i suvremenih zbivanja. U filmu se na podlozi povijesnih vrela, suvremenih činjenica i znanstvenih otkrića govori o dvama ključnim povijesnim likovima koji su obilježili hrvatsku povjesnicu 20. stoljeća – o Titu i Stepincu. Autori se pritom dramom i sudbinom kardinala Stepinca koriste kao ilustracijom i metaforom za sagledavanje crne bilance jednoga bezbožnog, nasiljem obilježenoga poretka, koji je na bestijalan način obračunavao sa svima koji su mu smetali i koji mu se nisu bespogovorno podvrgli.
Dajući odgovor na pitanja kome je blaženi mučenik Alojzije Stepinac sporan i kome je jugoslavenski maršal Tito idol. Film beskompromisno žigoše ovodobne besramne zagovornike propaloga zločinačkog, političkog i ideologijskog sustava, koji danomice bjelodano pokazuju da bi, u drukčijim političkim prilika, i danas kardinalu priredili isto onakvo suđenje, progon i mučeništvo, kakvo su mu po osvajanju vlasti priredili komunistički zlikovci.
Kardinalu u čast i s namjerom da se još jedanput podsjete što je zagrebački nadbiskup napravio za hrvatski narod, Sedlar i Piskač napravili su filmsko djelo. Prema riječima redatelja Sedlara, sav prikupljeni novac od prodaje ovoga filma bit će iskorišten za prevođenje na engleski jezik i za distribuciju diljem svijeta. Film je realiziran uz financijsku pomoć nekolicine istaknutih domoljuba iz hrvatske dijaspore (Anton Kikaš, Ilija Letica, Ante Kusturić, Slavko Katić...).